# Idoli controluce
Idoli controluce è un film del 1965 diretto da Enzo Battaglia.

## Trama
Uno scrittore vorrebbe scrivere un libro sul calciatore Omar Sívori ma poi, preso da altri interessi, rinuncia.